# هزینه کل مالکیت
هزینه کل مالکیت (به انگلیسی: total cost of ownership با سرواژه: TCO) یک برآورد و تخمین مالی است که به خریداران و مالکان کمک می‌کند تا هزینه‌های مستقیم و غیرمستقیم یک محصول یا خدمت را تعیین کنند. این یک مفهوم در حسابداری مدیریت است که می‌تواند در حسابداری بهای تمام شده کامل یا حتی اقتصاد زیست‌محیطی که شامل هزینه‌های اجتماعی می‌شود استفاده شود.
برای تولید، همان‌طور که TCO معمولاً با انجام تجارت در خارج از کشور مقایسه می‌شود، کاربرد آن از زمان چرخه تولید اولیه و هزینه ساخت قطعات فراتر می‌رود. TCO شامل انواع هزینه‌های انجام اقلام تجاری، به عنوان مثال، حمل و نقل و ارسال مجدد، و هزینه‌های فرصت است، در حالی که انگیزه‌های توسعه یافته برای یک رویکرد جایگزین را نیز در نظر می‌گیرد. مشوق‌ها و سایر متغیرها شامل اعتبار مالیاتی، زبان مشترک، تحویل سریع و بازدیدهای مشتری مدار از تأمین کنندگان است.

## استفاده
TCO، زمانی که در هر تحلیل سود مالی گنجانده شود، مبنای هزینه ای را برای تعیین ارزش کل اقتصادی یک سرمایه‌گذاری فراهم می‌کند. مثالها عبارتند از: بازده سرمایه‌گذاری، نرخ بازده داخلی، ارزش افزوده اقتصادی، بازده فناوری اطلاعات و توجیه اقتصادی سریع.
تجزیه و تحلیل TCO شامل هزینه کل اکتساب و هزینه‌های عملیاتی و همچنین هزینه‌های مربوط به جایگزینی یا ارتقاء در پایان چرخه عمر یک محصول است. تجزیه و تحلیل TCO برای سنجش قابلیت سرمایه‌گذاری هر سرمایه استفاده می‌شود. یک شرکت ممکن است از آن به عنوان ابزار مقایسه محصول/فرایند استفاده کند. همچنین TCO توسط بازارهای اوراق قرضه و آژانس‌های تأمین مالی استفاده می‌شود. TCO مستقیماً به کل هزینه‌های دارایی یک شرکت و/یا سیستم‌های مرتبط در تمام پروژه‌ها و فرایندها مربوط می‌شود، بنابراین تصویری از سودآوری در طول زمان را ارائه می‌دهد.

### صنایع کامپیوتر و نرم‌افزار
تجزیه و تحلیل TCO توسط گروه گارتنر در سال ۱۹۸۷ میلادی معرفی و رایج شد. ریشه‌های این مفهوم حداقل به ربع اول قرن بیستم برمی گردد. روش‌ها و ابزارهای نرم‌افزاری مختلف زیادی برای تجزیه و تحلیل TCO در زمینه‌های عملیاتی مختلف توسعه داده شده‌است.
TCO برای تجزیه و تحلیل محصولات فناوری اطلاعات استفاده می‌شود و به دنبال تعیین کمیت تأثیر مالی استقرار یک محصول در طول چرخه عمر آن است. این فناوری‌ها شامل نرم‌افزار و سخت‌افزار و آموزش است.
توسعه فناوری می‌تواند شامل موارد زیر به عنوان بخشی از TCO باشد:
- سخت‌افزار و برنامه‌های کامپیوتر
  - سخت‌افزار و نرم‌افزار شبکه
  - سخت‌افزار و نرم‌افزار سرور
  - سخت‌افزار و نرم‌افزار ایستگاه کاری
  - نصب و ادغام سخت‌افزار و نرم‌افزار
  - تحقیق در خرید
  - گارانتی‌ها و مجوزها
  - پیگیری/تطابق مجوز
  - هزینه‌های مهاجرت سیستمی
  - خطرات: حساسیت به آسیب‌پذیری‌ها، در دسترس بودن به‌روزرسانی‌ها، پچ‌ها و سیاست‌های صدور مجوز آتی و غیره.
- هزینه‌های عملیاتی
  - زیرساخت (فضای طبقه)
  - برق (برای تجهیزات مرتبط، خنک‌کننده، برق پشتیبان)
  - هزینه‌های تست
  - هزینه‌های خرابی، قطعی و از کار افتادگی
  - کاهش عملکرد (مانند منتظر ماندن کاربران و کاهش توانایی پول‌سازی)
  - امنیت (از جمله رخنه، از دست دادن شهرت، بازیابی و پیشگیری)
  - فرایند پشتیبان‌گیری و بازیابی
  - آموزش فناوری/کاربر
  - حسابرسی (داخلی و خارجی)
  - بیمه
  - پرسنل فناوری اطلاعات
  - زمان مدیریت شرکت
- هزینه‌های بلند مدت
  - جایگزینی
  - هزینه‌های ارتقا یا مقیاس پذیری آینده
  - از کار انداختن

در مورد مقایسه TCO راه حل‌های موجود با راه حل‌های پیشنهادی، باید هزینه‌های مورد نیاز برای حفظ راه حل موجود را در نظر گرفت که ممکن است لزوماً برای راه حل پیشنهادی مورد نیاز نباشد. به عنوان مثال می‌توان به هزینه پردازش دستی اشاره کرد که فقط برای پشتیبانی از فقدان اتوماسیون موجود و پرسنل پشتیبانی گسترده مورد نیاز است.

### امکانات و محیط ساخته شده
هزینه کل مالکیت را می‌توان برای ساختار و سیستم‌های یک ساختمان یا یک محوطه ساختمان اعمال کرد. این مفهوم که توسط «Doug Christensen» و دپارتمان مدیریت تأسیسات دانشگاه بریگم یانگ در دهه ۱۹۸۰ میلادی آغاز شد و در اوایل قرن بیست و یکم مورد توجه بیشتری در تأسیسات آموزشی قرار گرفت.
کاربرد TCO در تأسیسات فراتر از تحلیل هزینه پیش‌بینی‌کننده برای «هزینه اولیه» ساختمان جدید (برنامه‌ریزی، ساخت و راه‌اندازی) است و شامل انواع متغیرها و نیازها و هزینه‌های حیاتی دیگر در طول عمر ساختمان نیز می‌شود. نمونه‌های آن عبارتند از:
- جایگزینی سیستم‌های انرژی، تأسیسات و ایمنی؛
- نگهداری مستمر نمای بیرونی و داخلی ساختمان و جایگزینی مصالح.
- به روز رسانی برای طراحی و عملکرد؛
- و هزینه‌های افزایش سرمایه

یک هدف کلیدی از برنامه‌ریزی، ساخت، بهره‌برداری و مدیریت ساختمان‌ها از طریق اصول TCO این است که مالکان ساختمان و متخصصان تأسیسات بتوانند نیازها را پیش‌بینی کنند و نتایج مبتنی بر داده را ارائه دهند. TCO را می‌توان در هر زمانی در طول عمر دارایی تسهیلات برای مدیریت ورودی‌های هزینه برای عمر سازه یا سیستم در آینده اعمال کرد.

#### تدوین و توسعه استانداردهای TCO در تأسیسات
APPA، یک توسعه‌دهنده استانداردهای معتبر مؤسسه استانداردهای ملی آمریکا، «APPA 1000-1 Total Cost of Ownership for Facilities Asset Management (TCO) – Part 1: Key Principles» را به عنوان یک استاندارد ملی در آمریکا را در دسامبر ۲۰۱۷ میلادی منتشر کرد.
«APPA 1000-1» به مسؤولان مالی، متخصصان تأسیسات، معماران، برنامه‌ریزان، نیروهای کار ساخت‌وساز، و پرسنل عملیات و نگهداری (O&M) شالوده یک رویکرد استاندارد و جامع را برای اجرای اصول کلیدی TCO ارائه می‌دهد. اجرای اصول کلیدی TCO می‌تواند تصمیم‌گیری را بهبود بخشد و استراتژی‌های مالی را در طول عمر دارایی به حداکثر برساند. این اصول کلیدی از مرحله برنامه‌ریزی و طراحی شروع می‌شود و تا پایان عمر دارایی ادامه می‌یابد.
«APPA 1000-2»، که برای انتشار در سال ۲۰۱۹ میلادی برنامه‌ریزی شده‌است، بر روی اجرا و به‌کارگیری اصول کلیدی TCO در مدیریت تسهیلات تمرکز خواهد کرد.

### حمل و نقل
مفهوم TCO به راحتی در صنعت حمل و نقل و مالکیت وسایل نقلیه موتوری قابل استفاده است، برای مثال، TCO هزینه مالکیت خودرو را از زمان خرید توسط مالک، از طریق بهره‌برداری و نگهداری آن تا زمانی که مالک مالکیت آن را ترک می‌کند را تعریف می‌کند. مطالعات تطبیقی و مقایسه ای TCO بین مدل‌های مختلف خودرو یا وسایل نقلیه دیگر به مصرف‌کنندگان کمک می‌کند تا خودرویی را متناسب با نیاز و بودجه خود انتخاب کنند.
برخی از عناصر کلیدی که در هزینه مالکیت یک وسیله نقلیه گنجانده شده‌اند عبارتند از:
- هزینه‌های استهلاک
- هزینه‌های سوخت
- بیمه
- تأمین مالی
- تعمیرات
- هزینه‌ها جانبی و مالیات
- هزینه‌های تعمیر و نگهداری
- هزینه‌های فرصت
- هزینه‌های خرابی